# Dvorac Lida
Dvorac Lida (bjeloruski: Лідскі замак) bio je jedan od nekoliko dvoraca izgrađenih u vrijeme vladavine litavskog vladara Gediminasa u ranom 14. stoljeću za zaštitu Velike Kneževine Litve od osvajanja vitezova Teutonaca. Oko dvorca je kasnije izrastao i grad Lida, koji se danas nalazi na područje Bjelorusije. Dvorac se nalazio na nadmorskoj visini od 141 metra.
Mjesto za izgradnju dvorca bilo je pomno izabrano na području između rijeka Kamenka i Lida, koje omeđuju dvorac sa zapada i istoka. Konstrukcija i izgradnja pomoćnih zidova dvorca trajala je od 1323. do 1325. godine. Kasnije su zidovi popločani crvenom opekom. Dvorac je imao dva tornja i crkvu, koja je 1533. godine preseljena izvan obrambenih zidina. Na višim razinama dvoraca nalazile su se odaje plemića, a na nižima sobe za smještaj vojnika.
Unatoč jakoj obrani, dvorac Lida je bio dvaput napadnut od strane Teutonaca (1384. i 1392.). Litvanski veliki knez Vitold dao je dvorac svome savezniku kanu Toktamišu na upravljanje. Tijekom 1406., neki članovi obitelji Smolensk su pokušali na prijevaru osvojiti dvorac, ali svaki put bezuspješno. Dvorac Lida je 1433. godine bio predmet sukoba kneza Švitrigaila i Sigismunda Kęstutaitisa.
Sljedećih nekoliko desetljeća nije bilo pokušaja osvajanja dvorca. Prvi koji su osvojili dvorac bili su Krimski Tatari 1506., i kontrolirali su ga do kraja Rusko-poljskih ratova (1654. – 1667.), kada su dvorac osvojili Poljaci 1659. godine. Tijekom Velikog sjevernog rata Šveđani su dva puta osvojili dvorac, ali su prilikom opsada uništili dvije kule i sve stražarnice. 1794. godine ostaci dvorca bili su područje bitke između Rusa i Kościuszkovih pristaša.
Nakon gradskog požara 1891. godine, sjevernozapadni toranj i dijelovi zapadnog zida dvorca su se srušili za dobivanje kamena za popraljanje kuća uništenih u požaru. No, cijeli taj vandalistički čin evidentirali su studenti iz Sankt Peterburga. Tijekom 1920-ih provedena je restauracija jednog dijela zidina. 22. siječnja 1940., prema Staljinovoj odredbi, dvorac je proglašen arheološkim spomenikom a 1953. je stavljen pod državnu zaštitu.
Također, tijekom 20. stoljeća, u prostorima ostataka dvorca povremeno je dolazio cirkus i organizirao predstave, a neko vrijeme je tu bio smješten i gradski zoološki vrt. Svakoga Božića unutar ostataka zidina dvorca se postavljalo i ukrašavalo veliko božićno drvce, a u njegovom su kićenju sudjelovali svi voljni građani. Od 1982. započela je ozbiljna restauracija zidova i zamjena dotrajalih opeka za nove, ali ispečene na tradicionalni i autentični način. Restaurirali su se svi zidovi, a svaki od njih bio je visok po 12 metara. Cjelokupna restauracija dvorca završena je 2010. godine.
Svake godine se u prostorima i oko dvorca održava viteški srednjovjekovni turnir. Današnji dvorac je pretvoren u muzej.